# N581 (België)
De N581 is een korte gewestweg in België aan de westkant van de stad Charleroi tussen N90 en N583. De weg heeft een lengte van ongeveer 3 kilometer.
De weg bestaat afwissend uit twee rijstroken de ene kant op en één rijstrook de andere kant op.